# Casimir Martí i Martí
Casimir Martí i Martí (castellà: Casimir Martí Martí)  (Vilanova i la Geltrú, 27 de desembre de 1926 - 21 de novembre de 2021) fou un sacerdot i historiador català, que exercí com a primer director de l'Arxiu Nacional de Catalunya entre 1980 i 1991. Fou ordenat com a clergue durant el Congrés Eucarístic Internacional de Barcelona. Es doctorà en teologia a la Universitat de Salamanca i en ciències socials a la Universitat Gregoriana de Roma. Des del 1963 col·laborà habitualment a El Correo Catalán, Quaderns de Pastoral, Serra d'Or, Qüestions de Vida Cristiana, Iglesia Viva i Pastoral Misionera.
Va ser professor a la Facultat de Teologia de Catalunya i a l'Institut Catòlic d'Estudis Socials, s'especialitzà en moviment obrer i en la història religiosa dels segles XIX i XX. El 1980 fou nomenat director de l'Arxiu Nacional de Catalunya, càrrec del qual es jubilà el 1991. El 1992 va rebre la Creu de Sant Jordi. El 1994 fundà i dirigí la revista El Pregó. Va morir la matinada del 21 de novembre de 2021.

## Obres
- Orígenes del anarquismo en Barcelona (1959), amb pròleg de Jaume Vicens i Vives.
- Barcelona a mitjan segle xix. El moviment obrer durant el Bienni Progressista (1975-76), amb Josep Benet i Morell
- L'Església de Barcelona (1850-1857) (1984).
- L'integrisme a Catalunya. Les grans polèmiques: 1881-1888 (1990).
- Vilanova i la Geltrú 1850-1975, vol. I: Expansió i crisis de la indústria i de la democràcia 1850-1936 (1997).
- Santa Maria del Gornal. 25 anys (2001).